# Villa Levin

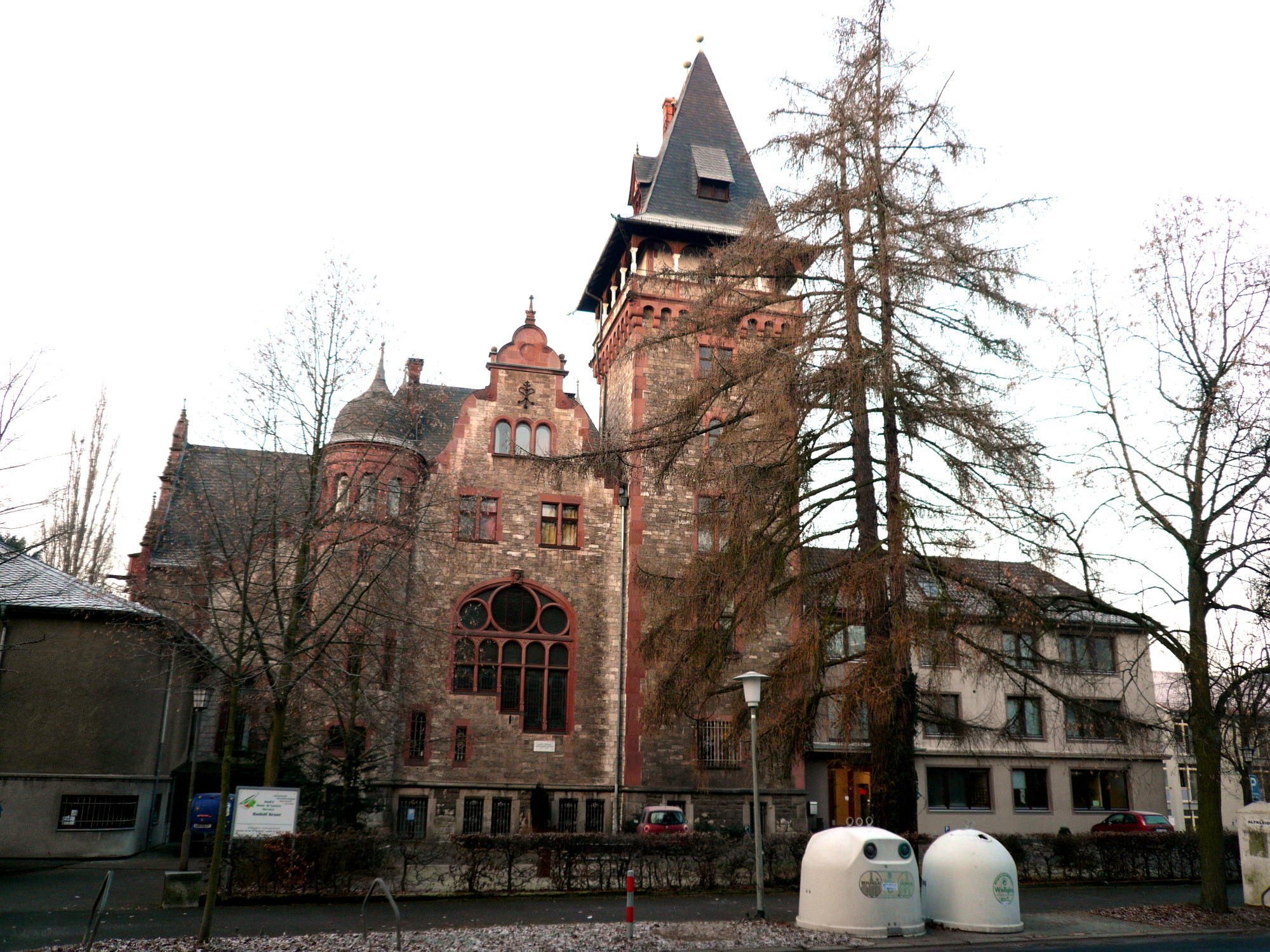
Levinsche Villa (2008)

Die Villa Levin (auch Levinsche Villa, zeitweise Fridtjof-Nansen-Haus) ist eine repräsentative Villa in Göttingen (Ostviertel) mit der Adresse Merkelstraße 4, die „nicht nur für Göttinger Verhältnisse außerordentliche Dimensionen besitzt.“

## Baubeschreibung

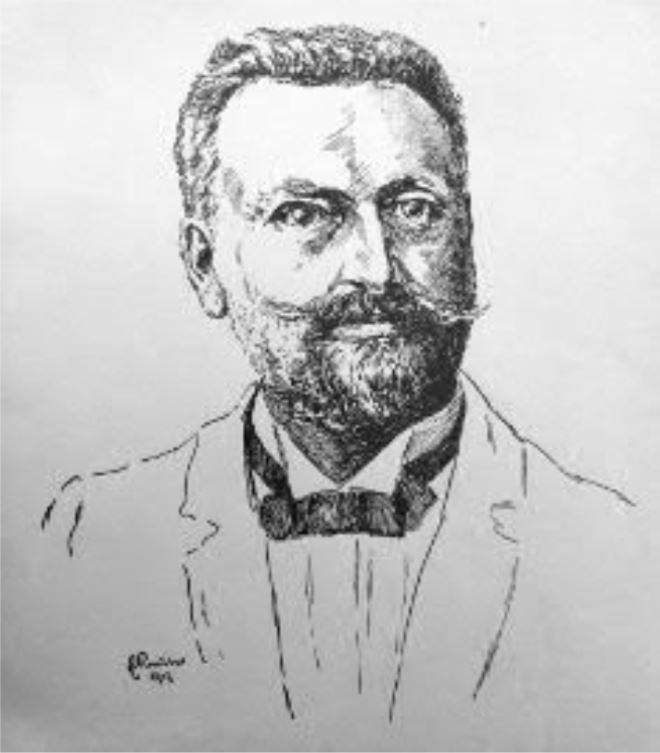
Der Bauherr: Ferdinand Levin

Die ausgedehnte Gesamtanlage wurde 1899–1900 für den Tuchfabrikanten Ferdinand Levin nach Entwurf der Berliner Architekten Hans Grisebach und Georg Dinklage erbaut. Die repräsentative und unter Denkmalschutz stehende Villa hat eine Grundfläche von etwa 750 m² Größe und verfügt über vier Geschosse, wovon zwei Vollgeschosse sind. So ergibt sich insgesamt eine Nutzfläche von 1850 m². Treppen aus Marmor führen in die gut erhaltene Eingangshalle des Gebäudes, die zugleich auch als großzügiges Treppenhaus dient. Hier sind besonders reich mit Weinreben verzierte Säulen auffällig, genau so wie die von Georg Karl Rohde aus Bremen gestalteten, zu großen Teilen noch erhaltenen Farbverglasungen in Renaissanceformen. Der Hallenraum diente auch als Veranstaltungsort von klassischen Konzerten. Ein Kamin ist gesäumt von Löwenstatuen, die das alte Göttinger Wappen, ein goldenes G, tragen. Im Keller befindet sich eine mit Delfter Kacheln ausgeschmückte Küche.
Die vor allem auch im äußeren Erscheinungsbild repräsentative Villa ist im Burgenstil des Historismus erbaut und stilistisch dem 16. Jahrhundert angelehnt. Markant ist der das Ortsbild des Ostviertels prägende belfriedartige Turm, der einen herrschaftlichen Ausblick über Stadt und Leinetal erlaubt. In den Fassaden sind verschiedene Schmuckreliefs zu finden, die teilweise auf den Bauherrn Levin hinweisen (Webstuhl- und Widdermotiv) oder einen Bezug zu Göttingen haben (Altes Rathaus).

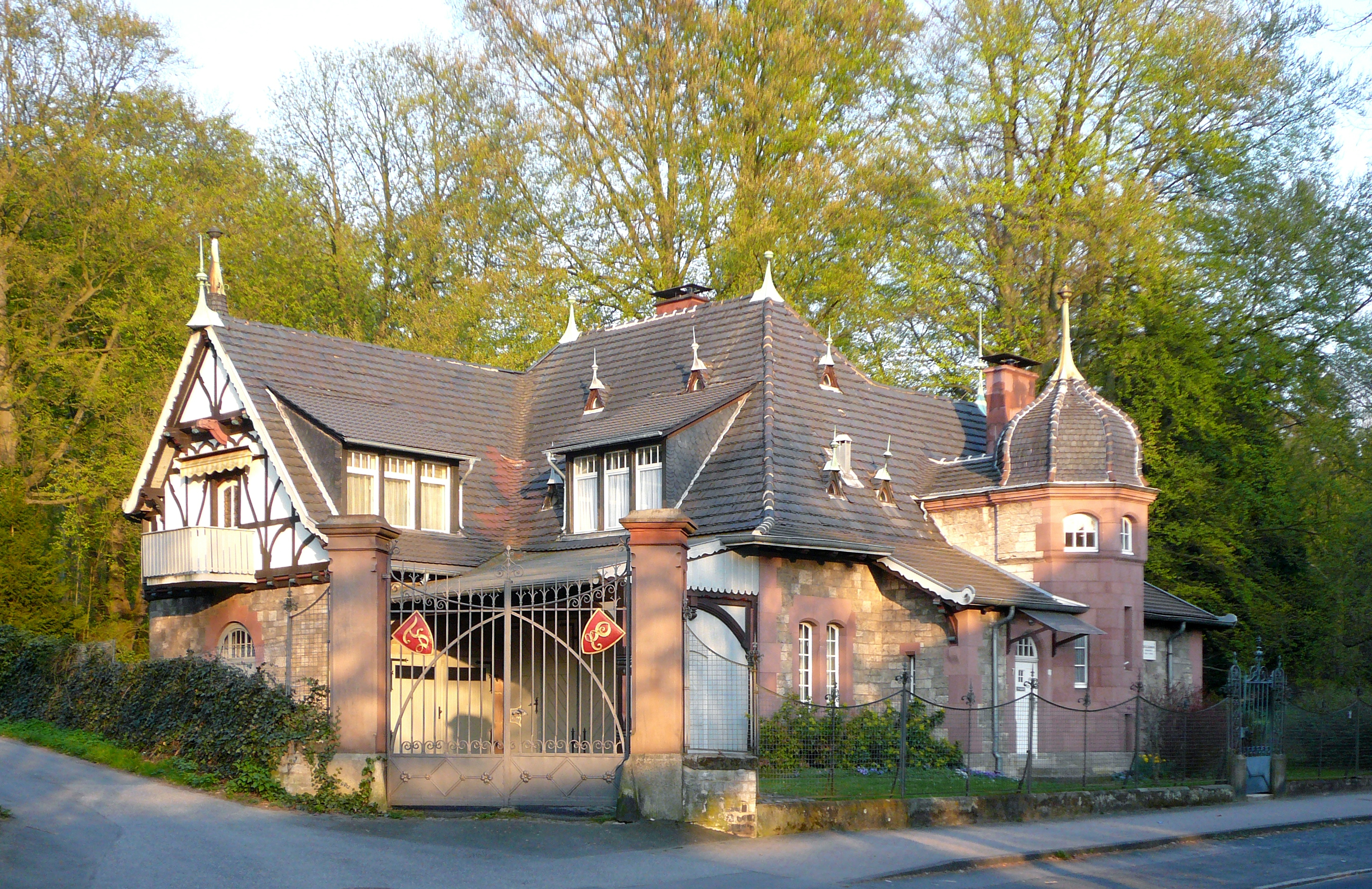
Ehemaliges Kutscherhaus mit Remise, Merkelstraße 7

Zur Villa gehörte ein großes parkartiges Grundstück, das sich hangabwärts erstreckte und durch spätere Ausparzellierungen verkleinert ist, so dass sich der Teepavillon heute im westlichen Nachbargarten (Hainholzweg 31) befindet. Ebenfalls zum Villenensemble gehörten das Gärtnerhaus (jetzt Merkelstraße 6) und auf der gegenüberliegenden Straßenseite das Kutscherhaus (jetzt Merkelstraße 7). Beide Nebengebäude sind in Naturstein mit Fachwerk-Obergeschoss ausgeführt, mit dunklem Biberschwanz in Kronendeckung eingedeckt und weisen eine starke Gliederung mit Türmchen und Zierelementen auf. Diese Gebäude stehen ebenfalls unter Denkmalschutz.

## Nutzungen

### Ab 1900
Der Bauherr der Villa, Ferdinand Levin (1849–1901), war zusammen mit seinem Bruder Mitinhaber der Göttinger Wollwarenfabrik Hermann Levin, die beide durch Mechanisierung es so weit zu Erfolg brachten, dass sie zum größten Göttinger Industriebetrieb wurden. Mittels zahlreicher soziale Einrichtungen gelang es den Levins, Arbeiterinnen und Arbeiter trotz niedriger Löhne dauerhaft an die Firma zu binden. Ferdinand Levin starb mit nur 51 Jahren und vor Vollendung der nach ihm benannten Villa am 8. Januar 1901. Seine Frau Marie, geb. von Helmolt (1856–1923), übernahm bis 1905 die Leitung der Wollwarenfabrik. Zusammen mit ihrem Mann hatte sie sich auch für den Bau des Feierabendhauses für pensionierte Lehrerinnen, Merkelstraße 2 engagiert, welches 1895 eingeweiht wurde. 1902 zog sie vom Wohnhaus auf dem Fabrikgelände in der Königsallee 81 (heute Levinscher Park) in die Levinsche Villa. Sie starb am 22. Mai 1923. Noch bis in die 1930er-Jahre bewohnten Mitglieder der Familie Levin und ihre Bediensteten das Anwesen, welches damals noch die Adresse Waldstraße 3 hatte. So wohnte dort auch Hermann Bartold Levin, der Eigentümer der Göttinger Saline Luisenhall.

### Seit den 1930er Jahren

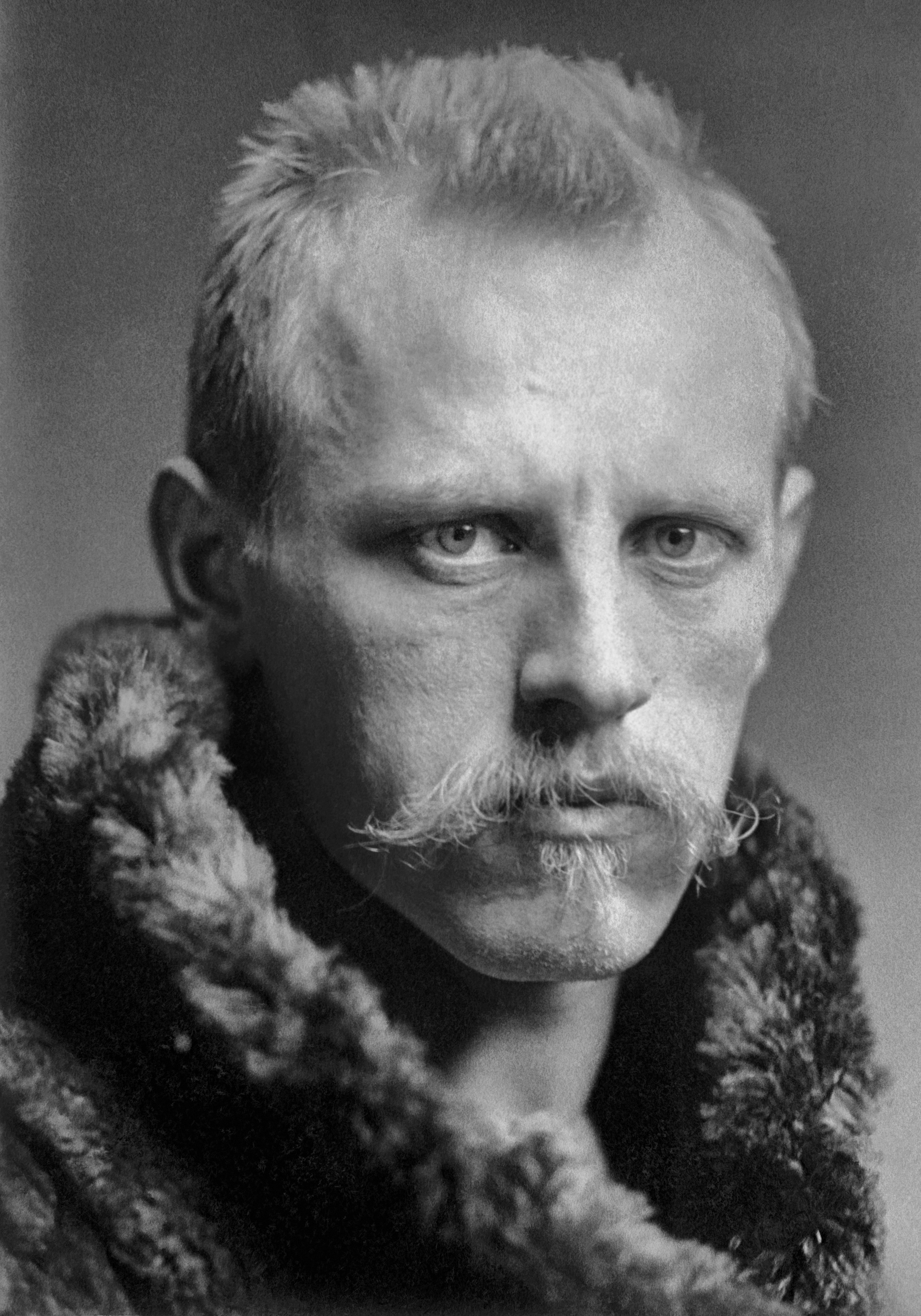
Der zwischenzeitliche Namenspatron des Hauses: Fridtjof Nansen

Danach erwarb die Stadt Göttingen das Haus und vermietete es in der Folge vor allem an Professoren der Georgia Augusta. Unter den Mietern war der Nobelpreisträger James Franck der bekannteste; ihm ist auch eine der Göttinger Gedenktafeln am Haus gewidmet. Der Keller des Hauses wurde während des Zweiten Weltkriegs als Luftschutzkeller genutzt.
Nach dem Zweiten Krieg vermietete die Stadt Göttingen die Villa an die Gesellschaft für Internationale Studienfreunde, einen von Olav Brennhovd (1912–1977) gegründeten Verein zur Förderung internationaler Kontakte unter den Studierenden der Universität Göttingen, die als erste deutsche Universität begonnen hatte wieder zu arbeiten. 1948 bekam das Haus seinen zwischenzeitlichen Namen „Fridtjof-Nansen-Haus“ nach dem norwegischen Zoologen Fridtjof Nansen. Die Villa diente als Begegnungsstätte für junge Deutsche, Holländer und Amerikaner, die sich in Internationalen Arbeitscamps trafen. Dabei wurden die Villa und der Garten instand gesetzt; die Tage schlossen mit Bibelarbeit.
Um 1952 wurde das Gebäude um einen Kinosaal und eine öffentlich zugängliche Bibliothek erweitert, 1953 kam ein Gebäudeflügel mit Studentenwohnheim hinzu, Die Entwürfe für die am 8. November 1953 ihrer Bestimmung übergebenen Anbauten fertigte die Göttinger Architektin Lucy Hillebrand an. Schon vor den Erweiterungen lebten hier 54 Studierende, davon die Hälfte aus dem Ausland, danach war eine Verdoppelung der Platzanzahl vorgesehen. Die modernen Erweiterungsbauten sollten nach Auffassung der Zeitgenossen „architektonisch den eigenartigen Kontrast mildern, der bisher zwischen der düsteren Raubritterburg aus der Gründerzeit und der heiteren Aufgeschlossenheit ihrer Bewohner bestand.“
Von 1972 bis 2018 hatte das Goethe-Institut Göttingen seinen Sitz im Fridtjof-Nansen-Haus.

### Verkauf im Jahr 2018 und Kritik daran
Nachdem das Goethe-Institut seinen Auszug bekannt gegeben hatte, beschloss im Sommer 2017 der Rat der Stadt Göttingen, basierend auf bereits Jahre zuvor schon geführten Debatten, offiziell den Verkauf der Immobilie. Dagegen erhob sich inner- und außerparlamentarischer Protest. Zwei Göttinger Bauexperten berechneten in einem offenen Brief an die Stadt die Sanierungskosten, um Sozialen Wohnraum zu schaffen. Die Göttinger Stadtratsfraktion der Linken brachte einen entsprechenden Antrag im Stadtrat ein. Am 30. April 2018 wurde der seit Sommer 2017 leer stehende Wohnheimtrakt des Fridtjof-Nansen-Hauses durch die Initiative Our House Nansen 1 besetzt. Die Besetzer forderten eine städtische Nutzung für die Schaffung von sozialem Wohnraum und zur Unterbringung von damals prekär untergebrachten Geflüchteten. Die SPD-Fraktion distanzierte sich indes von diesen Forderungen.
Im Jahr 2019 nutzte das Deutsche Theater Göttingen leerstehende Gebäudeteile als Spielstätte für eine Inszenierung.

### Verlagssitz
2018 beschloss die Stadt Göttingen den Verkauf an den Hogrefe Verlag, der bereits seinen Sitz in der nahegelegenen Villa Hahn (Merkelstraße 3), hatte. Danach wurde die Villa Levin mit ihren Anbauten umgebaut sowie umgenutzt und ist seit Ende Mitte 2024 Sitz der Hogrefe-Verlagsabteilungen Academy und Consulting.